# アペル
株式会社アペル (Apelle Co.,Ltd) は、かつて存在した、長崎県佐世保市に本社を持ったパン、菓子の卸売を行う会社。現在は、フランソアのブランドの一つとなっている。

## 概要
戦後、食糧営団の支援により糧友（りょうゆう）の名を関する食品会社がいくつか設立された。その一つである杵島製パン株式会社が母体となっている。リョーユーパンと同じ「糧友」という社名を用いていたが資本的なつながりはない。
杵島製パン株式会社は「糧友食品株式会社」に社名を変更し株式会社フランソアを設立した。糧友食品株式会社は合併により一時消滅し、同名の「糧友食品株式会社」が新会社として設立される。その後、株式会社フランソアの1ブランドとして"アペル"が設立され、糧友食品株式会社は「株式会社アペル」に社名変更された。
社名の変遷から言えば株式会社アペルは株式会社フランソアの母体と言えるが、2018（平成30）年4月、株式会社アペルは株式会社フランソアに吸収合併され、ブランドの一つになっている。フランソアは九州を中心に山口県に事業所を持つ。
主なパンのブランドに「フォセット（Fossette）」、「お家がパン屋さん」がある。「お家がパン屋さん」シリーズのものは、自宅のオーブントースターや電子レンジなどを用いて加熱調理を行うことによって、焼きたてのような食感を楽しむことができる。また、フランソアと同一の製品をアペル名義で販売している。